# Barlow (Oregon)
Barlow ist eine Stadt im Clackamas County, Oregon, USA. Das U.S. Census Bureau hat bei der Volkszählung 2020 eine Einwohnerzahl von 133 ermittelt.

## Geschichte
Samuel K. Barlow kaufte am 17. September 1850 von Thomas McKay die Landstiftung, in der Barlow liegt. Später verkaufte er das Land an William Barlow.
1870 wurde die Eisenbahn durch Barlow gebaut. Die Station hieß ursprünglich Barlows (für William, nicht Samuel). Ab 2003 verlief noch die Hauptstrecke der Union Pacific Railroad durch Barlow.
Das Postamt in Barlow wurde am 7. Februar 1871 eröffnet. Es wurde am 3. Januar 1975 geschlossen.

## Name
Barlow ist nach William Barlow, dem Sohn von Samuel K. Barlow, Entwickler der Barlow Road, benannt.

## Geographie
Nach Angaben des United States Census Bureau hat die Stadt eine Gesamtfläche von 0,13 km², wovon alles Landfläche ist.

## Demografie
Die Bevölkerung betrug im Jahr 2010 135 Einwohner.

## Bevölkerungsentwicklung

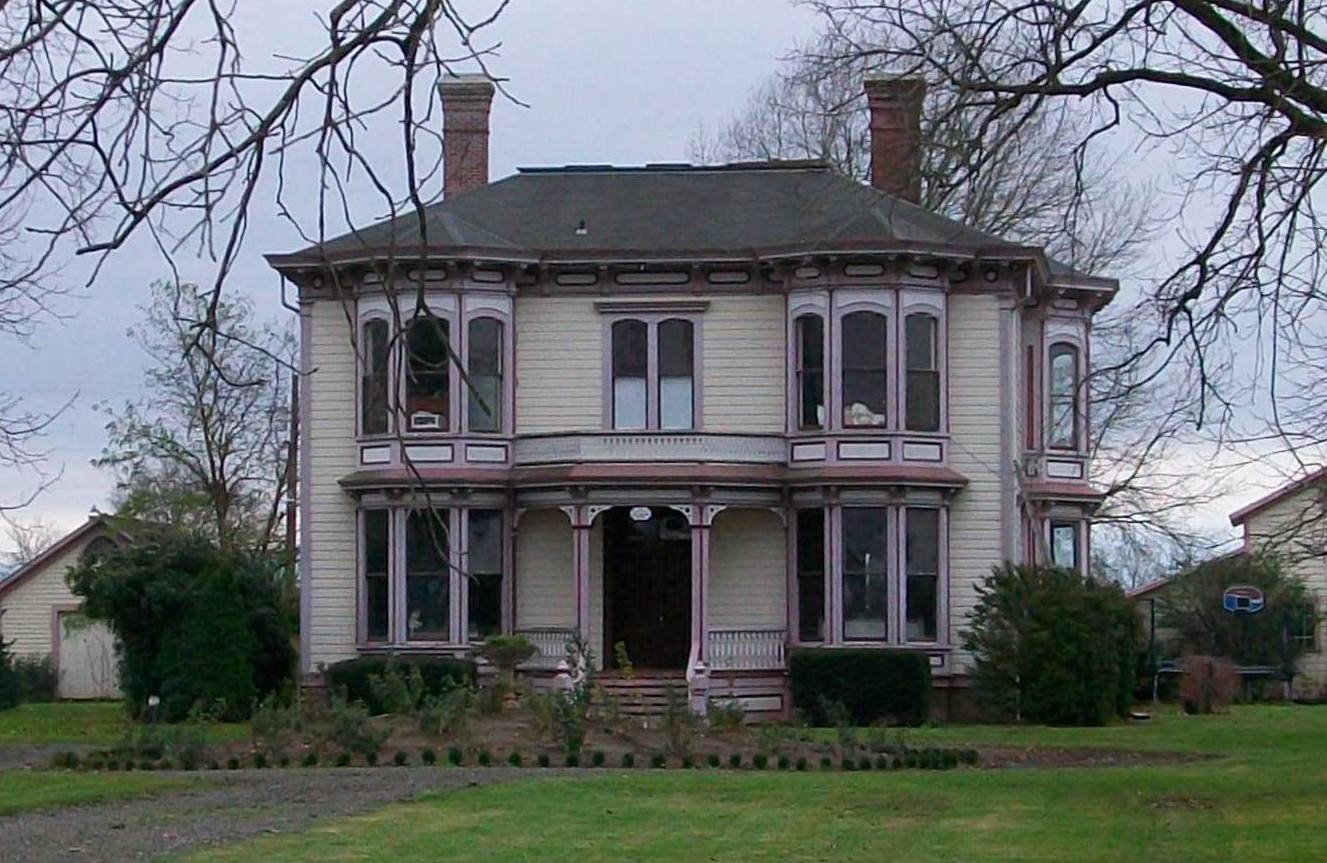
Das Barlow House

| Bevölkerungsentwicklung | Bevölkerungsentwicklung | Bevölkerungsentwicklung |
| Jahr                    | Bevölkerung             | %±                      |
| ----------------------- | ----------------------- | ----------------------- |
| 1910                    | 69                      | —                       |
| 1920                    | 42                      | −39,1 %                 |
| 1930                    | 40                      | −4,8 %                  |
| 1940                    | 52                      | 30,0 %                  |
| 1950                    | 75                      | 44,2 %                  |
| 1960                    | 85                      | 13,3 %                  |
| 1970                    | 105                     | 23,5 %                  |
| 1980                    | 105                     | 0,0 %                   |
| 1990                    | 118                     | 12,4 %                  |
| 2000                    | 140                     | 18,6 %                  |
| 2010                    | 135                     | −3,6 %                  |
| 2020                    | 133                     | −1,5 %                  |

## Sehenswürdigkeiten
In Barlow liegt das William Barlow House.